# Enzimología

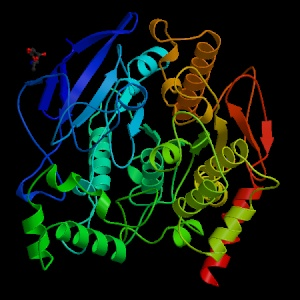
Estructura de la colinesterasa, una enzima. Muestra los motivos en alfa-hélice como hélices y las láminas beta como flechas.

La enzimología es una disciplina bioquímica centrada en el estudio y caracterización de las enzimas, que son biomoléculas proteicas o ribonucleicas que catalizan reacciones químicas en los sistemas biológicos. Estudia, por ello: la implicación de las enzimas en el metabolismo; su estructura; su cinética; su posible aplicación en la biotecnología; su variabilidad en la filogenia; los adyuvantes enzimáticos, como los cofactores y las coenzimas; etc.